# Empidonax affinis
Az Empidonax affinis a madarak (Aves) osztályának verébalakúak (Passeriformes) rendjébe és a királygébicsfélék (Tyrannidae) családjába tartozó faj.

## Rendszerezése
A fajt William John Swainson angol ornitológus írta le 1827-ben, a Tyrannula nembe Tyrannula affinis néven.

## Alfajai
- Empidonax affinis affinis (Swainson, 1827)
- Empidonax affinis bairdi P. L. Sclater, 1858
- Empidonax affinis pulverius Brewster, 1889
- Empidonax affinis trepidus Nelson, 1901
- Empidonax affinis vigensis A. R. Phillips, 1942[2]

## Előfordulása
Mexikó és Guatemala területén honos. A természetes élőhelye szubtrópusi és trópusi síkvidéki esőerdők és száraz erdők. Állandó, nem vonuló faj.

## Megjelenése
Testhossza 13–14,5  centiméter, testtömege 11,5 gramm.

## Életmódja
Kevésbé ismert, valószínűleg rovarokkal táplálkozik.

## Természetvédelmi helyzete
Az elterjedési területe elég nagy, egyedszáma pedig stabil. A Természetvédelmi Világszövetség Vörös listáján nem fenyegetett fajként szerepel.